# Jack Reed

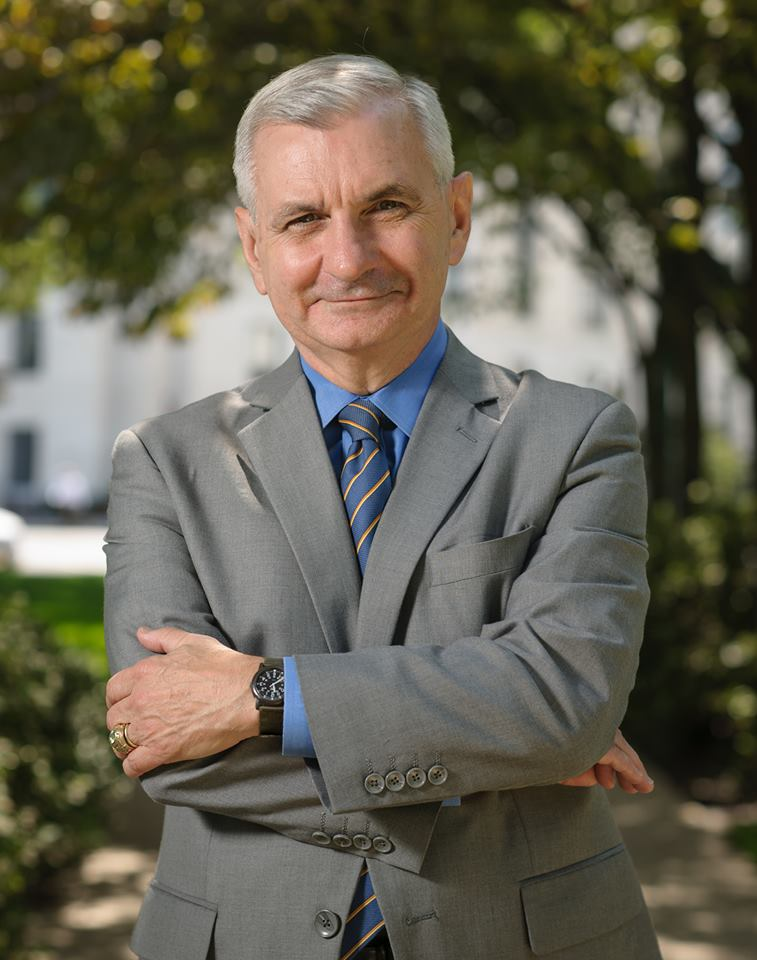
Jack Reed (2017)

John Francis „Jack“ Reed (* 12. November 1949 in Providence, Rhode Island) ist ein US-amerikanischer Politiker der Demokratischen Partei. Er gehört seit seiner Wahl 1996 dem Senat der Vereinigten Staaten als Vertreter Rhode Islands an.

## Jugend und frühe Karriere
Reed ging zur Schule in der La Salle Academy in Providence und besuchte danach die United States Military Academy in West Point. Dort schloss er 1971 mit einem Bachelor of Science ab. An der John F. Kennedy School of Government der Harvard University erhielt er seinen Master. Im Militär diente er im Infanterieregiment 504 der 82. US-Luftlandedivision als Army Ranger und Fallschirmjäger.

## Recht und Politik
Reed verließ das Heer 1979 als Hauptmann (Captain; zwischenzeitlich Beförderung zum Major d.R.) und besuchte im Anschluss die Harvard Law School. 1982 schloss er dort ab und arbeitete danach bei Sutherland, Asbill and Brennan in Washington. Kurz darauf zog er wieder nach Rhode Island, um bei Edwards and Angell zu arbeiten. 1984 gelang es ihm, einen Sitz im Senat von Rhode Island zu gewinnen, wo er bis 1990 blieb. 1990 zog er für den Staat ins US-Repräsentantenhaus ein. Besonders bekannt wurde er dafür, dass er sich für staatliche Fürsorge in den Bereichen Bildung und Gesundheitsfürsorge einsetzte. Als Senator Claiborne Pell ankündigte, nicht wieder kandidieren zu wollen, bewarb sich Reed um das Amt. Er gewann die Wahl ebenso wie seine Wiederwahlen 2002, 2008, 2014 und 2020 mühelos.
Reed sitzt im Senat im Streitkräfteausschuss, im Ausschuss für Banken, Wohnungsbau und städtische Angelegenheiten und ist Mitglied im Ausschuss für Gesundheit, Bildung, Arbeit und Renten. 
Die Americans for Democratic Action haben Reed mehrfach als „Held“ bezeichnet, da er einer der liberalsten Abstimmenden im Senat sei.